# Teognis de Mègara
Teognis de Mègara (grec antic: Θέογνις ὁ Μεγαρεύς, Théognis ho Megaréus) va ser un poeta líric de l'antiga Grècia. L'obra que se li atribueix comprèn uns 1.400 versos de caràcter elegíac, en què abunden els consells dirigits especialment al correcte comportament durant els simposis. Es considera que la seva obra és una de les més completes col·leccions de poesia gnòmica de l'antiga Grècia i la font més abundant pel coneixement de la lírica anterior a Alexandre el Gran.
L'obra de Teognis, que la majoria d'estudiosos remeten al segle vi aC, retrata els costums i l'oci de l'aristocràcia grega d'època arcaica, quan es trobava ja en decadència a causa de l'aparició de noves classes socials i d'inestabilitat política.

## Biografia
Teognis va néixer a Mègara, probablement al 544 aC, i va rebre també la ciutadania de Mègara Hiblea. Es dedueix d'alguns poemes que va ser desterrat a Càlcide i a Sicília, segurament degut al fet que el poder de Mègara havia passat a mans d'una tirania popular.
L'autor va experimentar el floruit o moment d'esplendor literària entre el 506 i el 480 aC, en uns moments convulsos per a les ciutats estat gregues. Teognis, aristòcrata de naixement, es trobava amb l'aparició de les democràcies i de noves formes de pensament afins a aquestes. Els demòcrates el van desposseir de les seves propietats, i en la seva obra trobem peticions explícites de venjança a Zeus contra aquests.Una part important de la seva poesia es fa ressò de la protesta i el rancor que sentia com a noble destronat.
Alguns estudiosos afirmen que Teognis va patir, a més del desterrament, períodes de pobresa econòmica. La majoria de dades biogràfiques que tenim sobre ell provenen de la seva pròpia obra, la cohesió i la unitat de la qual són un tema d'àmplia discussió encara avui dia; així doncs, la data de la seva mort és inexacta, per bé que deuria produir-se pels voltants de la Segona Guerra Mèdica.
| «                | (grec antic) αἶσα γὰρ οὕτως ἐστί • τίσις δ' οὐ φαίνεται ἡμῖν ἀνδρῶν οἳ τἀμὰ χρήματ' ἔχουσι βίῃ συλήσαντες. | (català) Aquest és el meu destí: no tindré la venjança contra els homes que posseeixen els meus béns, que m'han arrabassat per la violència. | » |
| — Teognis, 345-7 | | |   |

## Obra

### Temàtica i estil
Els 1.400 versos que constitueixen la recopilació de Teognis, també anomenats Theognidea, presenten un metre elegíac i són composicions breus d'entre dos i dotze versos. Se solen agrupar en poemes autobiogràfics –en què predominen les màximes gnòmiques–, proemis i epílegs, himnes als déus, epitafis i endevinalles.
Com els altres lírics arcaics de l'antiga Grècia –especialment Arquíloc-, la seva poesia documenta el simposi, els banquets masculins, i ens en descriu la cultura convival. Així, l'autor recomana la mesura en el beure, i desaconsella als comensals de discutir els uns amb els altres; els exhorta, en canvi, a parlar per a tothom per torns i alhora.
Teognis evoca els déus amb cants durant aquests simposis. A la Theognidea hi figuren dos cants a Apol·lo, un a Àrtemis i un a les Muses.
A més de tractar el tema convival, Teognis també dedica part de la seva obra a cantar l'amor envers els nois joves o erómenoi, i particularment envers el seu jove amant, Cirn. El poeta també dedica alguns versos a avisar del perill de la invasió persa, motiu pel qual invoca el déu Apol·lo per tal que protegeixi les muralles de la ciutat, muralles que la mateixa divinitat va erigir en un temps passat.
| «                | (grec antic) Κάλλιστον τὸ δικαιότατον• λῶιστον δ' ὑγιαίνειν• πρᾶγμα δὲ τερπνότατον, τοῦ τις ἐρᾶι, τὸ τυχεῖν. | (català) El més bell és la justícia; el més preuat, la salut. La cosa més agradable, aconseguir el que hom desitja. | » |
| — Teognis, 255-6 | | |   |

El seu caràcter gnòmic és present especialment als poemes que aconsellen sobre la vida diària, i en què el poeta opina sobre temes com la política, la pobresa o els amics. Així, en alguns versos l'autor contraposa la riquesa i la virtut, elogia la mesura o lamenta la pèrdua de la virtut tradicional.
Estilísticament, la Theognidea presenta un to nostàlgic i d'enyorança pels temps més propicis a l'aristocràcia, de la qual Teognis havia sigut un poderós membre. El poeta ens diu que corren temps difícils pels cavallers, els cavalls i els gossos de caça, elements típicament associats a la noblesa i al seu oci. També lamenta els matrimonis per diners entre la noblesa i el poble, i que produeixen, segons el poeta, una degeneració en l'herència de la sang.

### Problemàtica i transmissió
La Theognidea és un corpus de poemes variat i, en alguns punts, contradictori. Fou establert ja en l'antiguitat clàssica per algun compilador anònim que va procurar homogeneïtzar-ne el contingut ordenant i classificant poemes de procedència diversa. La seva col·lecció va prendre com a punt de partida els escrits del Teognis de Mègara històric, a qui la Suïda ja atribueix algunes obres, i es devia completar al segle V aC amb aportacions anònimes.
Els manuscrits de Teognis es divideixen en dues branques. La primera és un manuscrit del segle X procedent de la Biblioteca Capitular de Verona, la referència del qual és Parisinus Suppl. gr. 388. La segona branca la forma principalment un manuscrit de segle xiii (Vaticanus gr. 915).